# Jonathan Bolingi
Jonathan Bolingi Mpangi Merikani (Kinshasa, 30 juni 1994) is een voetballer uit Congo-Kinshasa die bij voorkeur als aanvaller speelt.

## Clubcarrière
Bolingi maakt zijn debuut op het hoogste niveau bij CS Don Bosco, waarmee hij in 2012 de Beker van Congo-Kinshasa wint. Na een kort avontuur bij het Zuid-Afrikaanse Jomo Cosmos keert hij in 2014 terug naar de Congolese topclub TP Mazembe. Daar werd hij twee keer landskampioen en won hij in 2015 de CAF Champions League, de Afrikaanse variant van de UEFA Champions League. In de finale tegen het Algerijnse USM Alger viel hij tijdens de terugwedstrijd in de 77e minuut in.
In januari 2017 haalde Standard drie spelers op huurbasis bij TP Mazembe: Bolingi, Christian Luyindama en Merveille Bope Bokadi. Bolingi speelde zes wedstrijden in het eerste elftal van Standard, waarop de Luikenaars in de zomer van 2017 de aankoopoptie in het contract van het Congolese drietal lichtte. Kort daarop werd Bolingi uitgeleend aan Royal Excel Moeskroen. Na een zijn eerste volwaardige seizoen in de Belgische Jupiler Pro League werd hij getransfereerd naar Royal Antwerp FC, waar hij een contract van vier jaar ondertekende. Antwerp telde 750.000 euro neer voor hem. In september 2019 werd Bolingi voor één seizoen gehuurd door KAS Eupen. De club uit de oostkantons dwong ook een aankoopoptie af. Op 29 oktober maakte Bolingi zijn eerste twee goals voor zijn nieuwe club tegen KV Kortrijk.
Na zijn uitleenbeurt aan Eupen kwam Bolingi in het seizoen 2020/21 eenmaal in actie voor Antwerp – een invalbeurt tegen Cercle Brugge op de tweede competitiespeeldag –, maar in september 2020 werd hij voor een seizoen uitgeleend aan de Turkse eersteklasser Ankaragücü. Begin februari 2021 werd zijn uitleenbeurt vroegtijdig stopgezet, waardoor Antwerp hem meteen aan FC Lausanne-Sport verhuurde.
Begin december 2021 tekende Bolingi een  contract bij Buriram United in Thailand.

## Erelijst
| Competitie                      |              |                  |              |              |
| Competitie                      | Aantal       | Jaren            |              |              |
| CS Don Bosco                    | CS Don Bosco | CS Don Bosco     | CS Don Bosco | CS Don Bosco |
| ------------------------------- | ------------ | ---------------- | ------------ | ------------ |
| Beker van Congo-Kinshasa        | 1x           | 2012             |              |              |
| TP Mazembe                      |              |                  |              |              |
| Landskampioen Congo-Kinshasa    | 2x           | 2013/14, 2015/16 |              |              |
| CAF Champions League            | 1x           | 2015             |              |              |
| CAF Confederation Cup           | 1x           | 2016             |              |              |
| CAF Super Cup                   | 1x           | 2016             |              |              |
| Congo-Kishasa                   |              |                  |              |              |
| African Championship of Nations | 1x           | 2016             |              |              |
| Antwerp FC                      |              |                  |              |              |
| Beker van België                | 1×           | 2019/20          |              |              |

## Interlandcarrière
In 2014 maakte hij zijn debuut in het voetbalelftal van Congo-Kinshasa. In 2016 won hij met zijn land de African Championship of Nations, een toernooi waarbij een land alleen spelers mag selecteren die in de eigen nationale competitie uitkomen. De toenmalige speler van TP Mazembe scoorde in de finale tegen Mali het laatste doelpunt. In het totaal scoorde hij tijdens het toernooi drie keer.